# Cofradía de la Orden Franciscana Seglar (V.O.T.) (Valladolid)
La Cofradía de la Orden Franciscana Seglar (V.O.T.) es una de las 20 cofradías que existen, en la actualidad, en la Semana Santa de Valladolid.

## Historia
La Cofradía de la Venerable Orden Tercera de San Francisco tiene sus comienzos relacionados con el Convento del mismo Santo de su advocación existente por el siglo XIII en la Plaza del Mercado, hoy Plaza Mayor. Según escritura de 1661, compra parte del terreno de dicho convento para hacer una capilla.
El crecimiento de la hermandad motivó su traslado el 15 de mayo de 1795 a la Capilla Real, situada entre el Convento de San Diego y la parte trasera del Palacio Real, para lo cual hubieron de obtener autorización de Carlos IV, con intercesión de su primer ministro Manuel Godoy. Durante la invasión francesa, tuvieron que abandonar su sede, retomando sus actividades el 10 de diciembre de 1813, una vez restaurada.
Con la Desamortización de Mendizábal y la marcha de los Franciscanos de Valladolid, y para no verse obligados a abandonar sus dependencias, los terciarios alegan que la capilla donde se encuentran es patrimonio real, lo cual es confirmado por la reina regente María Cristina.
En 1923 regresan a la ciudad los Padres Franciscanos, instalándose en el Convento de la Sagrada Familia, en el Paseo de Zorrilla. Allí se trasladan los terciarios en 1927. En 1959 los franciscanos inauguran la actual Iglesia de la Inmaculada Concepción en frente del antiguo convento, actual sede de los terciarios.
No se sabe con exactitud la fecha en que la Orden Tercera comenzó a participar en los desfiles procesionales de Semana Santa, pero es de suponer que viene de antiguo, porque así lo contempla su Regla de penitencia, de obligado cumplimiento. Se cree que en un principio acompañaron al Lignum Crucis de la Cofradía de la Vera Cruz, que también tenía su primitiva sede en la Convento de San Francisco. En sus primeros años de fundación, la Venerable Orden Tercera organizaba cuatro días de cultos en Cuaresma, con diversidad de actos religiosos, siendo el más destacable las representaciones vivas de la Sagrada Pasión del Señor. Es en el Reglamento interno de 1889 cuando se menciona por primera vez expresamente asistir a la Procesión General de Viernes Santo, en su artículo 4: 

Habiéndose hecho costumbre tener el Viernes Santo sermón de la Soledad de Nuestra Señora y después acompañar con el Lignum Crucis a la procesión general que sale de la Penitencial de las Angustias, se congregarán a las tres y media de la tarde los hermanos terciarios en su capilla para rezar el Sermón y luego acudir a la procesión con la vela encendida

En 1924 se incorporan a la Procesión General las terciarias, tras el Cristo del Sepulcro. La vigente regla de los Terciarios Franciscanos es la de 1978, ratificada por Pablo VI, tras la cual, en noviembre de 1979, la cofradía adopta su denominación actual: Cofradía de la Orden Franciscana Seglar La Santa Cruz Desnuda.

## Actualidad
Tradicionalmente una cofradía pequeña que desfilaba con dos cruces desnudas dependiendo del día, en la última década ha experimentado un importante crecimiento que la ha llevado a duplicar sus miembros. El cuidado de sus cultos y desfiles, en una sencilla estética franciscana la ha colocado como una de las cofradías con una vida juvenil más activa. Ello la ha llevado a procesionar, desde 2011, la Soledad del Convento de Santa Isabel de Hungría, que hasta entonces era una imagen devocional y, en 2015, un Cristo yacente de dicho convento. Es además la cofradía la que se encarga de organizar la apertura al público del museo de este monasterio los sábados por la mañana.

## Imágenes
Los terciarios franciscanos procesionaron tradicionalmente una cruz desnuda, razón por la que se les conoce con este nombre. La más antigua que se conoce es la denominada Cruz de San Diego, del siglo XIX y probablemente denominada así por proceder de este convento, actualmente en el Convento de Santa Isabel de Hungría. Se trata de una cruz de color negro con cantoneras y potencias doradas, cruzando una lanza y una caña con una esponja. El arzobispo Remigio Gandásegui regaló en 1924 un sudario para esta cruz con la inscripción: El símbolo de la Redención se ofrece enlutado a la Veneración pública.
Aquella cruz fue sustituida en 1947 por otra anónima de finales del siglo XIX, conocida como La Santa Cruz, del Convento de las Descalzas Reales (Valladolid), arbórea y de tronco circular, con cantoneras en bronce, potencias e inscripción de INRI en latín, griego y arameo. Salió en procesión hasta 1960, en que fue sustituida por una sencilla cruz de tablones obra de Suceso Fernández León. El hermano de éste, Francisco Fernández León, realizó en 1993 otra de mayores dimensiones en pino, de forma rectangular y en la que aparecen tallados los nudos del árbol de la vida, conocida como La Santa Cruz Desnuda. La cruz precedente fue cedida a la ermita de San Isidro, donde se encuentra actualmente.
En el 2000, la cofradía decidió volver a alumbrar en procesión La Santa Cruz en la Procesión de Nuestra Señora de la Amargura en la tarde de Jueves Santo, portada a hombros. A este desfile se incorporó en 2011 Nuestra Señora de la Soledad (Anónimo, segunda mitad del siglo XVII), que se encuentra en la iglesia del convento de Santa Isabel de Hungría; y, en 2015, el Cristo Yacente (Isidro de Villoldo, siglo XVI) que se encuentra en la capilla de San Francisco del mismo convento, tras ser restaurado en 2014.

## Sede

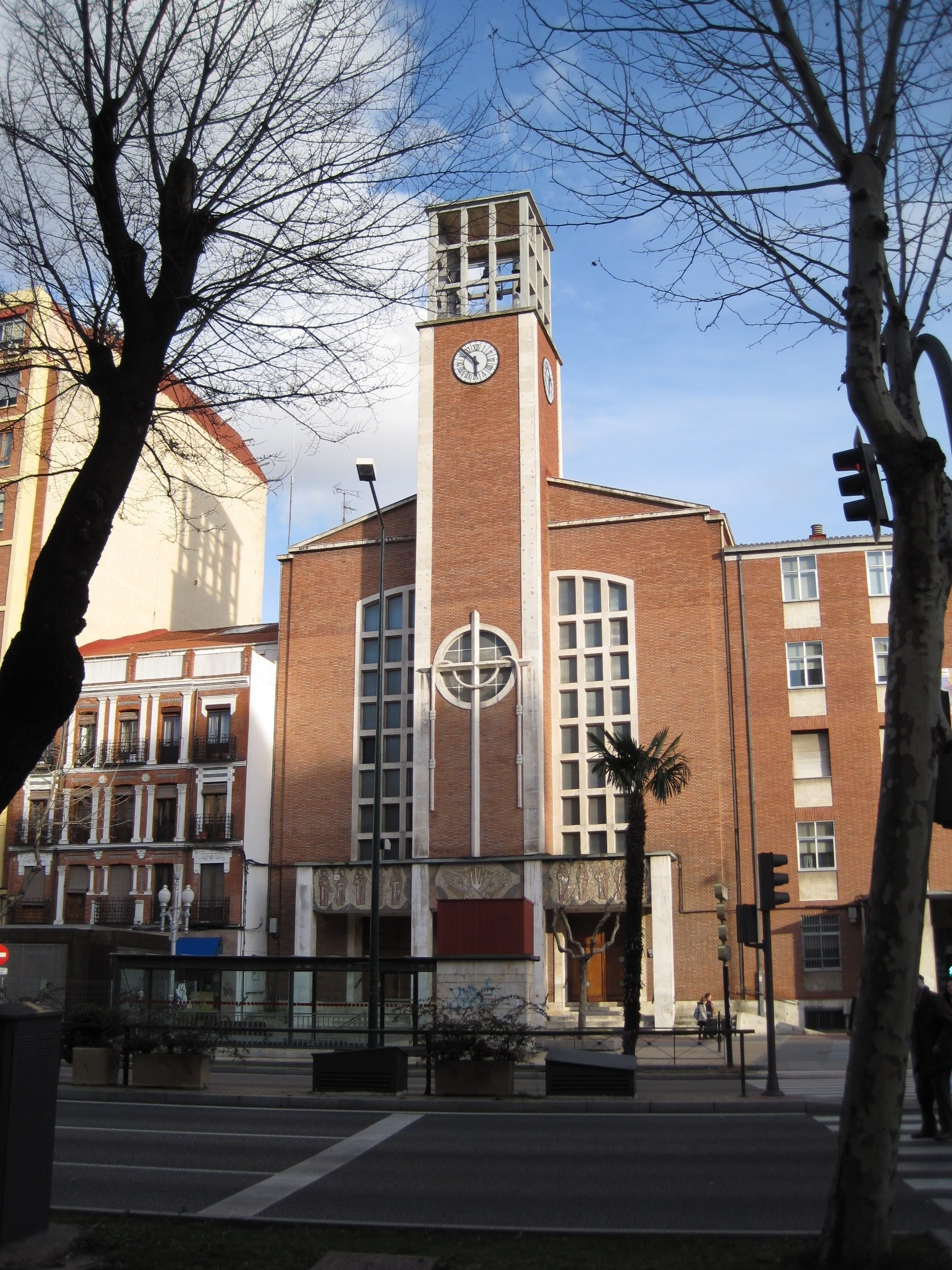
Iglesia de la Inmaculada Concepción, sede de la cofradía.

La cofradía tiene su sede canónica en la Iglesia de la Inmaculada Concepción desde la construcción de dicho templo en 1959. No obstante, desde el año 2000, sus cultos y salidas procesionales se reparten entre este templo y la iglesia del Convento de Santa Isabel de Hungría, de hermanas clarisas franciscanas, con el que se mantenía relación de décadas atrás.

## Salidas procesionales

### Procesión de Humildad y Penitencia
Esta procesión, que parte de la Iglesia de Santa Isabel de Hungría el Jueves Santo a las 19 horas para hacer Estación de Penitencia en la Catedral, fue denominada así en 2020, en el contexto de la reforma procesional propuesta por el Obispo auxiliar de Valladolid Luis Argüello. Tiene su origen en la antigua Procesión de Nuestra Señora de la Amargura, que tenía lugar el mismo día, aproximadamente a la misma hora y con el mismo destino, en la que participaban varias cofradías. La cofradía se incorporó a este desfile en 1979 acompañando a la Cruz Desnuda de Suceso Fernández León, en 1993 sustituida por la de su hermano Francisco Fernández León y, en 2000, por la La Santa Cruz portada a hombros. Aquella procesión pasó a denominarse de la Amargura de Cristo en 2011. En 2011 se incorporó el paso de Nuestra Señora de la Soledad y, en 2015, el Cristo yacente. Tuvo lugar por última vez en 2019, decidiéndose por la autoridad eclesiástica que las cinco cofradías participantes procesionaran hasta la Catedral de forma independiente, denominándose Procesión de Humildad y Penitencia la de los franciscanos.
La cofradía porta a hombros los pasos Cristo Yacente, Nuestra Señora de la Soledad y La Santa Cruz. El acompañamiento musical corresponde a la Banda de Música de Medina del Campo, y la banda de tambores y dulzainas de la cofradía

### Procesión del Vía Crucis de la Santa Cruz Desnuda
Parte el Viernes Santo a las 8 horas de la Iglesia de la Inmaculada Concepción. Fue en 1960 el primer año en que los terciarios franciscanos comenzaron a organizar un sencillo pero emotivo Vía Crucis por el entorno de su sede. Acompañan a su paso titular, La Santa Cruz Desnuda. Es una procesión en silencio solamente roto por dos bombos y el rezo de las 14 estaciones del Vía Crucis. Antes de finalizar la procesión, el Cortejo a caballo del Pregón de las Siete Palabras procede a leer el pregón ante el paso.

### Procesión General de la Sagrada Pasión del Redentor
En la tarde del Viernes Santo, a las 19:30 horas, alumbra su paso titular, La Santa Cruz Desnuda. El acompañamiento musical corresponde a la banda de tambores y dulzainas de la cofradía y el cuarteto de viento de música de capilla.

## Otros actos

### En la Iglesia de la Inmaculada Concepción
Lleva a cabo el Ejercicio del Via-Crucis todos los miércoles, viernes y domingos de Cuaresma a las 19:30 en su sede, así como el Miércoles, Jueves y Sábado Santo a las 10 de la mañana.
El Domingo V de Cuaresma o Domingo de Pasión (anterior al Domingo de Ramos) se realizan los llamados Terceros Ejercicios que consiste en una representación viviente de la Pasión de Cristo a través del rezo de la Corona Franciscana, un rosario de siete misterios que reciben el nombre de Decenarios. Este rezo, que se recupera en el año 2006, tiene una larga tradición histórica cuyos primeros datos documentados datan de 1736, cuando se vuelve a fundar en Villavicencio de los Caballeros la Venerable Orden Tercera Franciscana.
Celebra su Solemne Triduo a la Cruz Desnuda, desde el Miércoles al Viernes de Dolores, acto al cual se unen los Hermanos Menores Capuchinos de la iglesia de Nuestra Señora Reina de la Paz, que también son franciscanos.
En el mes de junio organiza la Procesión de San Antonio.

### En la Iglesia del Convento de Santa Isabel de Hungría
Durante la Cuaresma convoca la jornada de adoración eucarística.
El Lunes Santo celebra el Solemne besamanos en honor a Nuestra Señora la Virgen de la Soledad, durante todo el día.
- Datos: Q5776309